# Ferrocarril Ripoll-San Juan de las Abadesas
La creación de la línea ferroviaria Ripoll-San Juan de las Abadesas tenía por objeto el suministro de carbón a las industrias establecidas más al sur del Ripollés, del ramo textil y otros sectores, contribuyendo al desarrollo industrial de Cataluña. 

## Las minas de carbón

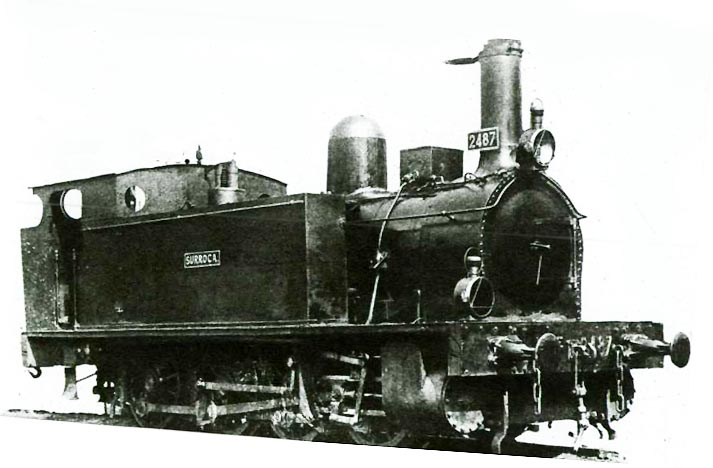
Locomotora 040-0207 SURROCA

En el año 1838 se inició la explotación industrial de las minas de carbón existentes en Ogassa y Surroca, aproximadamente a 12 km de San Juan de las Abadesas. Originalmente, este carbón se destinaba a las necesidades de las fraguas y de la industria artesanal de la zona. La empresa minera establecida por la explotación de estas minas, "El Veterano", se fusionó con la también empresa minera de nombre "La Vieja Cabeza de Hierro" con la intención de aportar cantidades grandes de carbón que se preveían serían necesarias para la industria. Esta explotación hacía necesaria la creación de una línea ferroviaria que, uniéndose con la de Barcelona-Granollers, llegara hasta Barcelona, permitiendo que la disponibilidad de carbón autóctono favoreciera la industria que en aquellos años progresaba en Cataluña.

## Los proyectos
Hubo otros proyectos ferroviarios, con concesiones y empresas que terminaron en bancarrota que no fueron viables y se descartaron, como, por ejemplo, de San Juan de las Abadesas a Camprodón y a Barcelona o también San Juan de las Abadesas-Camprodón-Rosas, y en 1880 el ferrocarril, iniciando el servicio Granollers-Ripoll, pudo llegar finalmente a San Juan de las Abadesas. El carbón iba destinado a Barcelona, donde desde la invención de la máquina de vapor por James Watt había gran necesidad de carbón por el uso que  hacían las industrias principalmente del ramo textil complementando o sustituyendo la energía hidráulica de los ríos. El carbón que tenía que importarse del Reino Unido, comportaba costes más elevados. Otra aplicación necesaria de carbón eran las líneas de ferrocarril, por las que circulaban mayoritariamente locomotoras de vapor.

## Los inicios
El 1850 el banquero Manuel Girona i Agrafel, de la familia fundadora en 1850 de la empresa MACOSA, logró la financiación de la línea que uniría Barcelona con Granollers (inaugurada en 1854) con el objetivo de seguir hasta Ripoll y San Juan de las Abadesas, proyecto finalmente descartado, en favor de la prolongación en dirección a Girona.
Posteriormente, la Compañía de los Caminos de Hierro del Norte de Cataluña que consiguió la concesión, contrató la construcción de la línea hasta Vich (1871) a la empresa "Broccá y Cía" bajo la dirección de Félix Maciá y Bonaplata y Eugeni Broccà entre otros, llegando a Vich en julio de 1875. Fue Fèlix Macià quien continuó la construcción hasta San Juan de las Abadesas, por lo cual creó una nueva empresa que se fusionó con El Veterano, la cual aportaba las minas, y la ferroviaria que aportaba la explotación de la línea de Granollers a Vich. De la financiación se encargó la 'Sociedad Catalana General de Crédito'. La nueva sociedad (escriturada en 1877) tenía el nombre de Ferrocarril y minas de San Juan de las Abadesas. 
El 17 de octubre de 1880 inició el servicio la línea hasta San Juan de las Abadesas y la terminal de carga de Toralles, donde estaba el muelle de carga del carbón que traían en vagonetas desde las minas de Ogassa y Surroca. El ancho de vía era de 1.674 mm, que entonces era el normalizado en la península.
Hay que indicar que se proyectó y ejecutó desde Ripoll hacia Puigcerdá y Latour-de-Carol en el siglo siguiente, una de las líneas de ferrocarril transpirenaicas que se acordaron entre España y Francia: el Transpirenaico Oriental, también conocido como Catalán.

## Las dificultades y el fin
Económicamente, la línea era deficitaria debido a las cantidades y calidades del carbón, inferiores a lo que se había previsto, además de los peajes que la sociedad propietaria del tramo Granollers-Barcelona (TBF, Compañía de los Ferrocarriles de Tarragona a Barcelona y Francia) hacía pagar. La TBF absorbió finalmente el “Ferrocarril y Minas de San Juan de las Abadesas” en una operación descrita en la Revista de Historia Industrial. 
Las minas dejaron de ser explotadas en 1967 y la línea de ferrocarril entre Ripoll y San Juan de las Abadesas fue clausurada por Renfe y sustituida por un servicio de carretera, a mediados de julio de 1980.) Posteriormente se convirtió en un itinerario turístico "Vía verde". En marzo de 1993, el pleno del Ayuntamiento de Ripoll acordó pedir al Ministerio de Obras Públicas la inclusión del trazado de la vía en el "Plan de Pasillos Verdes".